# Labena annulata
Labena annulata là một loài tò vò trong họ Ichneumonidae.